# Xin chào! Jadoo
Xin chào Jadoo là một bộ phim chuyển thể từ truyện tranh nổi tiếng mà họa sĩ truyện tranh Lee Bin đã xuất bản trong tạp chí《BÊN MÌNH hàng tháng》 Kể từ tháng 9 năm 1997. Dựa trên truyện tranh này, Tooniverse (CJ E&M bộ phận kinh doanh phát sóng) và Atoonz đồng sản xuất bộ phim hoạt hình cùng tên với bộ truyện tranh vào các năm 2011, 2012, 2015 và 2017. Đây là một tác phẩm được chuyển thể từ một chút ý tưởng dựa trên những ký ức tuổi thơ có thật của họa sĩ phim hoạt hình Lee Bin, người sáng tác chủ yếu là năm 1979 (rộng rãi từ năm 1978 đến đầu những năm 1980). Khung cảnh dựa trên Heukseok-dong, Dongjak-gu, Seoul, Hàn Quốc.
Phần đầu của truyện tranh này giới thiệu vào những năm 1980 của Hàn Quốc và phần sau của truyện tranh này mô tả những năm 2000 của Triều Tiên. Các tập phim về Ja-doo, gia đình và bạn bè của Ja-doo mang lại nỗi nhớ và ký ức về quá khứ cho nhiều người xem người lớn ở Hàn Quốc. Nó cũng cho thấy rằng Hàn Quốc đã bị ảnh hưởng bởi văn hóa toàn cầu hóa trong truyện tranh theo thời gian.
Vào ngày 12 tháng 6 năm 2019, có tới 31 cuốn truyện đã được xuất bản, cùng với một ngoại truyện truyện tranh có tựa đề 《Mẹ là Người bạn tốt nhất》. Vào đầu năm 2010, một hoạt hình dài bốn tập có tên là 《Hello Jadoo - Mom is Best Friend》 đã được phát sóng trên Tooniverse, nhưng nó đã không được phát sóng trên SBS. Phim hoạt hình cũng đã được sản xuất và phát sóng sang Nhật Bản, Đài Loan và Hồng Kông, vì nó phổ biến ở bất kể giới tính hay tuổi tác ở nào Hàn Quốc, bộ phim nhanh chống chiếm được cảm tình của người xem giúp bộ phim đạt được một số thành tựu đáng kể.

## Tóm tắt nội dung
Lấy bối cảnh một gia đình bình thường vào những năm 1978 đến đầu những năm 1980 ở Hàn Quốc, phim kể về câu chuyện vui vẻ, ấm áp của năm thành viên trong gia đình: Choi Ja-doo, Choi Ho-dol, Kim Nan Hyang, Choi Mi-mi và Choi Seung-ki.

## Danh sách nhân vật

### Nhân vật chính
| Nhân vật                          | Diễn viên lồng tiếng Hàn | Diễn viên lồng tiếng Việt |
| --------------------------------- | ------------------------ | ------------------------- |
| Choi Ja-doo                       | Yeo Min Jeong            | Hoài Thương               |
| Lee Nan-hyang (mẹ của Jadoo)      | Yang Jeong-hwa           | Minh Chuyên               |
| Choi Ho-dol (ba của Jadoo)        | Choi Joon-young          | Quang Tuyên Hoài Bảo      |
| Choi Mimi (em gái của Jadoo)      | Jeong Yu-mi              | Ngọc Châu                 |
| Choi Seung-ki (em trai của Jadoo) | Kim Huyn-ji              | Kim Ngọc                  |

### Nhân vật phụ
| Nhân vật                                         | Diễn viên lồng tiếng Hàn | Diễn viên lồng tiếng Việt |
| ------------------------------------------------ | ------------------------ | ------------------------- |
| Kim Min-ji (bạn thân của Jadoo)                  | Jeong Hye-ok             | Ngọc Quyên                |
| Lee Yoon-seok                                    | Kim Young-eun            | Hoàng Sơn                 |
| Jang Seong-hoon                                  | Jeong Hye-won            | Tuấn Anh                  |
| Kim Seon-dol "Dol-dol"                           | Jeong Yu-mi              | Minh Triết Hoàng Trí      |
| Lee Eun-hui                                      | Kim Sae-hae              | Linh Phương               |
| Yoon Soon-gi "Ddal-gi" (gọi ở Việt Nam là Dalgi) | Kim Bo-yeong             | Kiêm Tiến                 |
| Lee Mi-ja (cô giáo)                              | Kim Bo-yeong             | Thùy Tiên Ngọc Châu       |

Đạo diễn chuyển âm: Ngọc Quyên

## Danh sách tập phim

### Tổng quan
| Kễnh truyền hình | Ngày phát sóng                                       | Thời gian phát sóng                    | Mùa phát sóng | Thời lượng phát sóng |
| ---------------- | ---------------------------------------------------- | -------------------------------------- | ------------- | -------------------- |
| SBS TV           | Ngày 18 tháng 7 năm 2011 - Ngày 13 tháng 12 năm 2011 | Thứ 2;Thứ 3 từ 4:00 p.m. đến 4:30 p.m. | Mùa 1         | ≈30 phút             |
| SBS TV           | Ngày 23 tháng 5 năm 2012 - Ngày 8 tháng 8 năm 2012   | Thứ 3, Thứ 4 từ 4 p.m. đến 4:30 p.m.   | Mùa 1         | ≈30 phút             |
| SBS TV           | Ngày 19 tháng 9 năm 2012 - Ngày 26 tháng 4 năm 2013  | Thứ 3, Thứ 4 từ 4 p.m. đến 4:30 p.m.   | Mùa 2         | ≈30 phút             |
| SBS TV           | Ngày 9 tháng 11 năm 2015 - Ngày 18 tháng 8 năm 2016  | Thứ 2 từ 4:30 p.m. đến 5 p.m.          | Mùa 3         | ≈30 phút             |
| SBS TV           | Ngày 25 tháng 7 năm 2017 - Ngày 1 tháng 4 năm 2018   | Thứ 6 từ 7:00 a.m. đến 7:40 a.m.       | Mùa 4         | ≈30 phút             |

### Mùa phim
| Mùa | Mùa | Số tập | Số tập | Phát sóng gốc       | Phát sóng gốc        |
| Mùa | Mùa | Số tập | Số tập | Phát sóng lần đầu   | Phát sóng lần cuối   |
| --- | --- | ------ | ------ | ------------------- | -------------------- |
|     | 1   | 20     | 20     | 18 tháng 7 năm 2011 | 13 tháng 12 năm 2011 |
|     | 2   | 30     | 30     | 19 tháng 9 năm 2012 | 26 tháng 4 năm 2013  |
|     | 3   | 8      | 8      | 11 tháng 9 năm 2015 | 16 tháng 11 năm 2016 |
|     | 4   | 21     | 21     | 25 tháng 7 năm 2017 | 1 tháng 4 năm 2018   |

## Nhạc nền
- Phiên bản thí điểm, lần mở đầu đặc biệt thứ 3: 〈Bài hát Plum〉
  - Người viết lời: Seok Jong-seo
  - Người soạn: Kim Jung-ah
  - Bài hát: Ja-Doo Choi (Min-Jung Yeo)
- Mở đầu mùa 1 và 2:〈Mận ngọt ngào〉
  - Người viết lời: Seok Jong Seo
  - Sáng tác: Kim Jung-ah, Hwang Gyu-dong
  - Bài hát: Nayeon Park
  - Người khác: Yongmin Jung
  - Phòng thu âm: Velvet Studio
  - Làm chủ: Sonic Korea
- Kết thúc thứ 1, 2, 3: 〈Pumping〉
  - Người viết lời: Seok Jong Seo
  - Sáng tác: Kim Jung-ah, Hwang Gyu-dong
  - Bài hát: Kim Ki-won, Park Na-yeon
  - Người khác: Yongmin Jung
  - Phòng thu âm: Velvet Studio
  - Làm chủ: Le Jang Jung

## Phát sóng
| Quốc gia/Lãnh thổ | Kênh phát sóng | Thời gian            | Thời gian            |
| Quốc gia/Lãnh thổ | Kênh phát sóng | Lần đầu              | Lần cuối             |
| ----------------- | -------------- | -------------------- | -------------------- |
| Hàn Quốc          | SBS TV         | 18 tháng 7 năm 2011  | Hiện nay             |
| Nhật Bản          |                | 3 tháng 9 năm 2012   | 12 tháng 2 năm 2013  |
| Đài Loan          |                | 15 tháng 11 năm 2012 | 19 tháng 4 năm 2013  |
| Hồng Kông         |                | 7 tháng 5 năm 2013   | 9 tháng 10 năm 2013  |
| Việt Nam          | HTV3           | 22 tháng 2 năm 2020  | 31 tháng 10 năm 2022 |
| Việt Nam          | SCTV19         | 6 tháng 5 năm 2025   | Hiện nay             |

## Giải thưởng
- 2010 Giải thưởng Hình ảnh xuất sắc nhất của năm lần thứ 4 trên tạp chí giáo dục/trẻ em của Giải thưởng CableTV.[7]